# Decumano

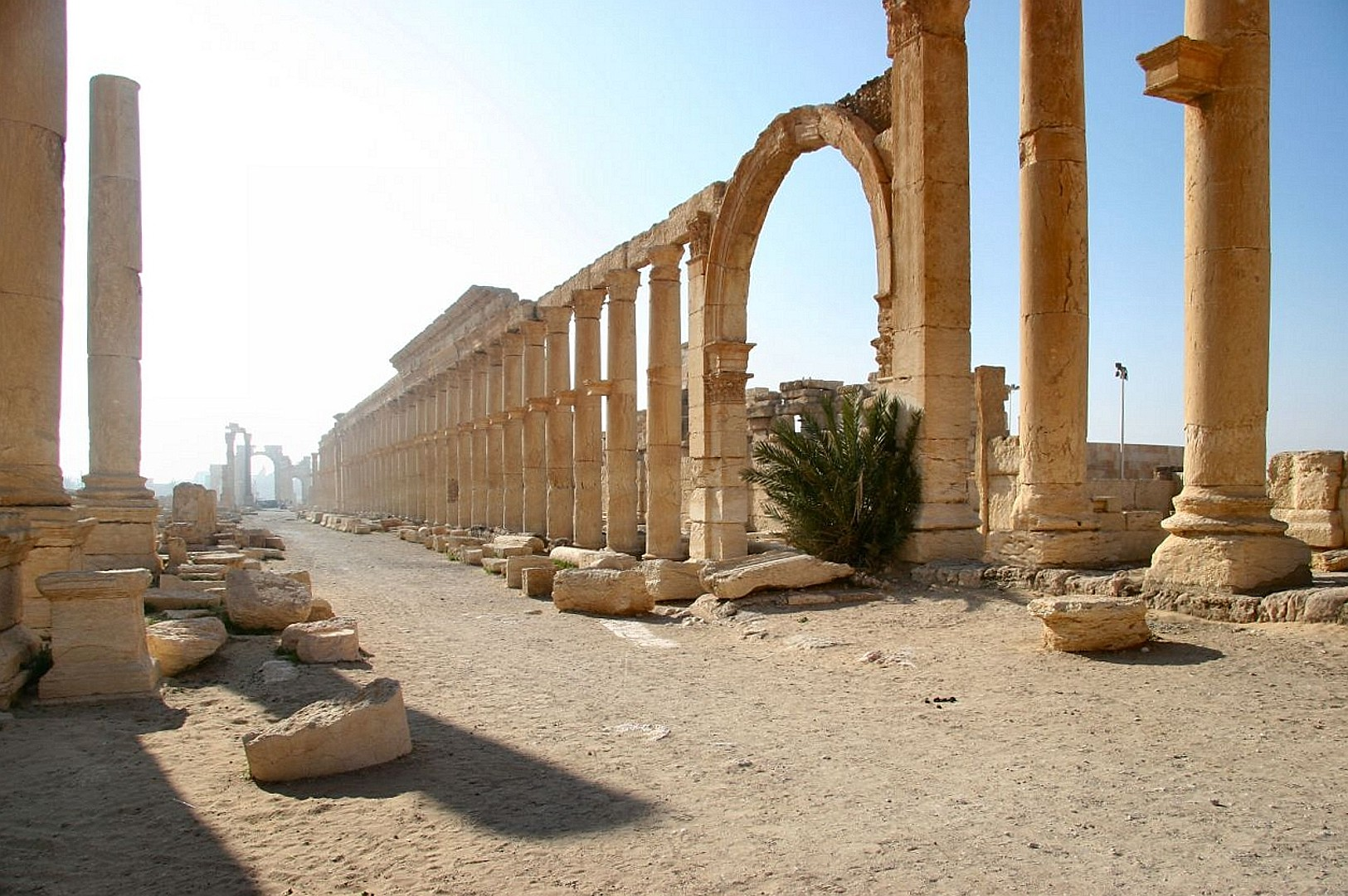
Decumanus maximus di Palmira in Siria.

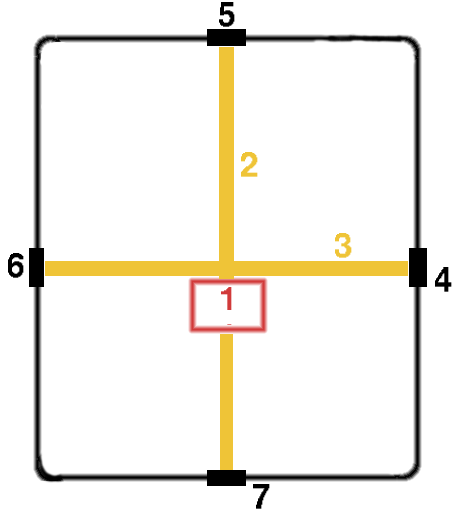
Schema di base di un accampamento (castra) romano. Le porte erano quattro: la praetoria, verso il nemico (5); la decumana (7), ubicata sul lato opposto; la dextera (4) e la sinistra (6). Il decumanus maximus (2) collegava la porta dextera a quella sinistra mentre il cardo maximus (3) la porta decumana a quella praetoria. In coincidenza del loro incrocio sorgeva solitamente il praetorium (1), che in seguito diveniva la sede del forum.

Il decumano (in latino: decumanus, variante di decimanus, derivato di decĭmus, "decimo") era una via che correva in direzione est-ovest nelle città romane. Esse erano solitamente basate su uno schema urbanistico ortogonale, ossia suddivise in isolati quadrangolari uniformi, in particolare per quanto riguarda le fondazioni coloniali.
Il termine decumanus veniva infatti utilizzato per indicare una delimitazione in direzione est-ovest nella centuriazione romana, ossia la divisione del territorio di una colonia in lotti quadrati che venivano assegnati ai singoli coloni. Ciascun lotto costituiva il fondo per cento famiglie, ed era delimitato da un cardo, il "polo cardinale" e ogni dieci famiglie, da un decumanus, "la strada della decima parte".

## Descrizione
Uno degli assi principali della centuriazione e dell'urbanistica cittadina era il decumanus maximus, che si incrociava ad angolo retto con il cardo maximus, ovvero il principale asse nord-sud. L'insediamento romano risultava quindi diviso in quattro parti chiamate quartieri (termine che in seguito ha assunto il significato di nucleo con caratteristiche storiche e geografiche all'interno di un agglomerato urbano). Di regola, all'incrocio di queste due direttrici principali si trovava quasi sempre il forum, ossia la piazza principale della città. Il decumanus maximus inoltre collegava due delle quattro porte dell'insediamento, quelle in direzione est e ovest: la dextera e la sinistra.
Queste due strade principali erano così denominate anche nell'ambito degli accampamenti romani, detti castra, all'incrocio dei quali non vi era il forum, bensì il cosiddetto praetorium, ossia la tenda del comandante. Solitamente, l'impostazione urbanistica assegnata all'accampamento veniva conservata nella planimetria futura del municipium o della civitas. Alcune tra le principali città italiane (Torino, Pavia, Aosta, Napoli, Verona, Potenza) ed europee (Vienna e York) sono esempi di accampamenti in posizioni strategiche divenuti civitas.